# Austropotamobius pallipes
Austropotamobius pallipes, o lagostim de rio, é uma espécie de malacostráceo decapoda da familía dos astácidos que se estende da península dos Balcãs à Península Ibérica e alastra-se até às ilhas britânicas, onde se verifica a maior densidade da população. Vive em rios e riachos com pouca profundidade, onde se esconde sob pedras e troncos, e em lagos. A espécie está em perigo de extinção.